# 卡哈林干

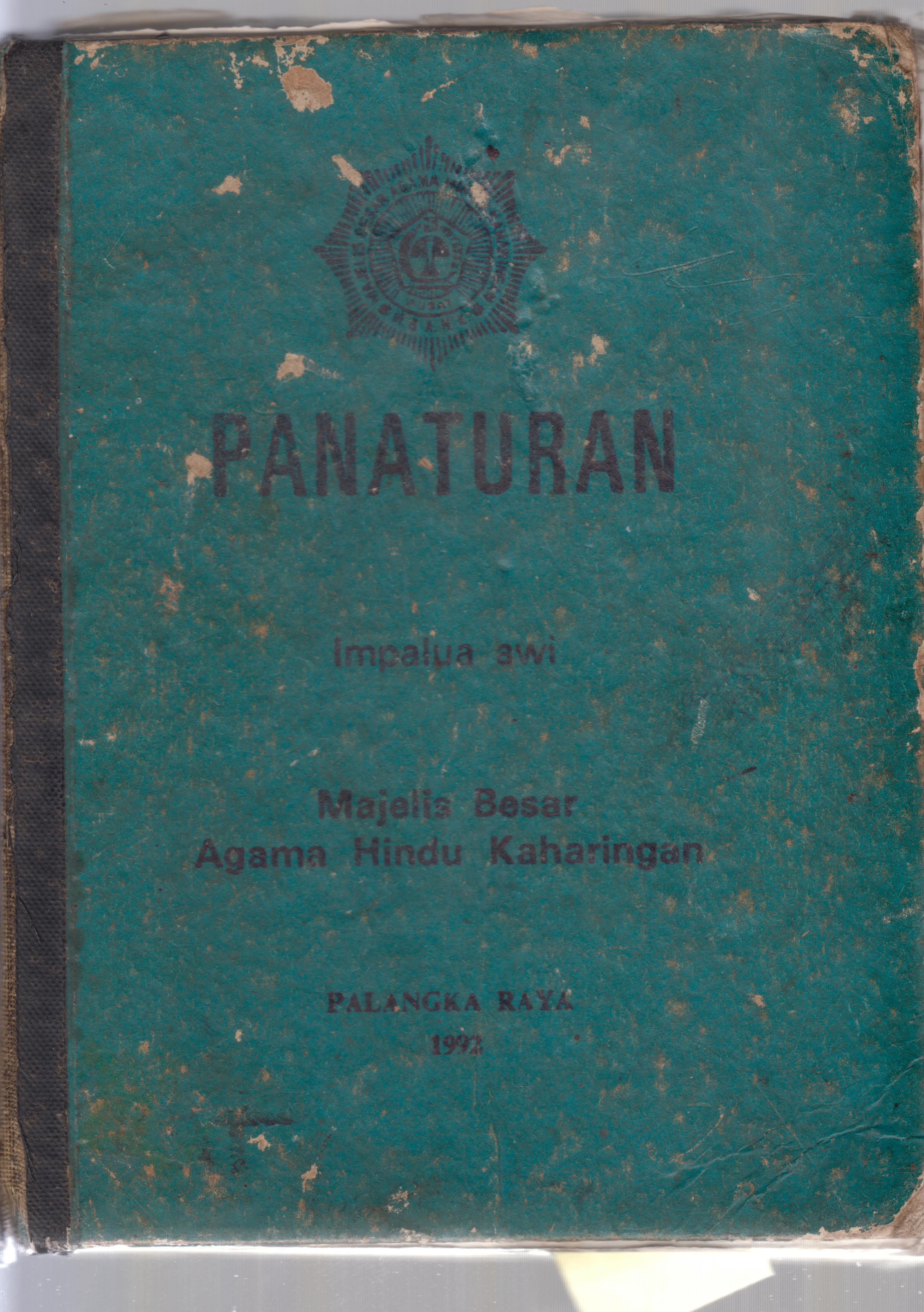
卡哈林干經書 - 帕納圖藍（1992年）

卡哈林干（Kaharingan）是印尼中加里曼丹省地區的雅朱族、盧旺干族,、馬安亞人及奧圖·大能族等原住民的泛靈論信仰。。前述各族均為達雅族中的分支。
卡哈林干有“生活方式”之義，這種信仰包含許多神靈，同時又包含一位至尊之神（但此至尊之神可能是為符合“一位至高之神”概念的結果。這是印尼國家意識形態 - 建國五項原則（Pancasila）中第一條所述。在此信仰中也可看到爪哇印度教的影響。在2017年之前，印尼政府將這種信仰視為民間信仰的一種形式，當時印尼政府只承認6種宗教，而卡哈林干並非其中之一。到2017年11月後，印尼政府正式承認包括卡哈林干在內的民間信仰，將它們稱為信仰分流（Aliran Kepercayaan）。
卡哈林干信仰中的主要事件是Tiwah，每次持續30天，族人會宰殺水牛、家牛、家豬和雞等作為祭品，獻給精靈和神祇。
這種呈獻供品的儀式稱為Yadnya、禮拜場所稱為巴萊·巴哈啦（或稱Balai Kaharingan）、信仰經書稱為帕納圖藍、祈禱經文合輯稱為Talatah Basarah和稱為塔瓦（Tawar）的儀式指導（透過獻上稻米尋求上帝幫助）。這種信仰普遍奉行崇拜祖先和許多超自然現象。

## 概述

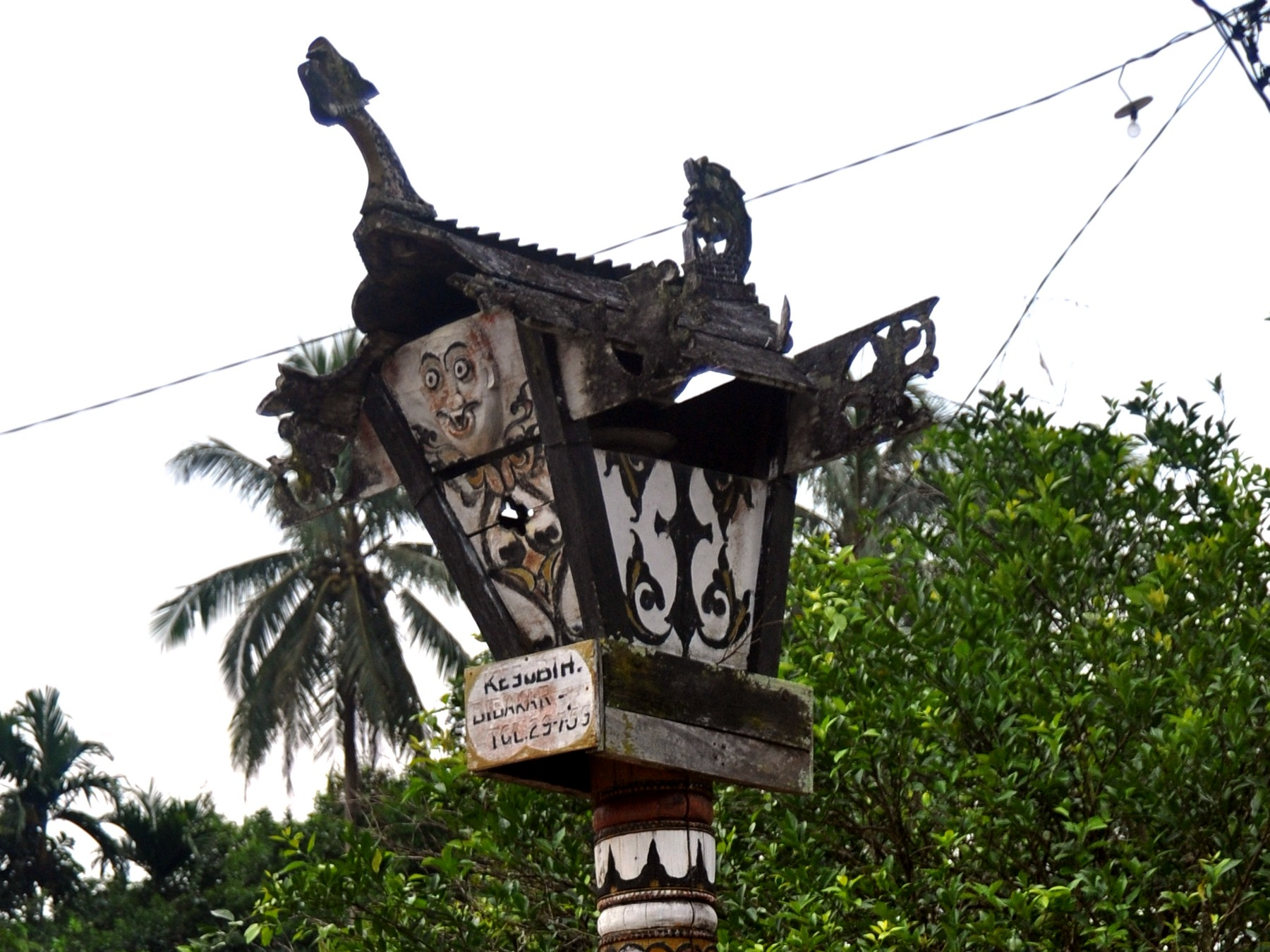
位於西加里曼丹省道房縣裴沙關達雅部落的聖棟，頂部刻有一隻龍。

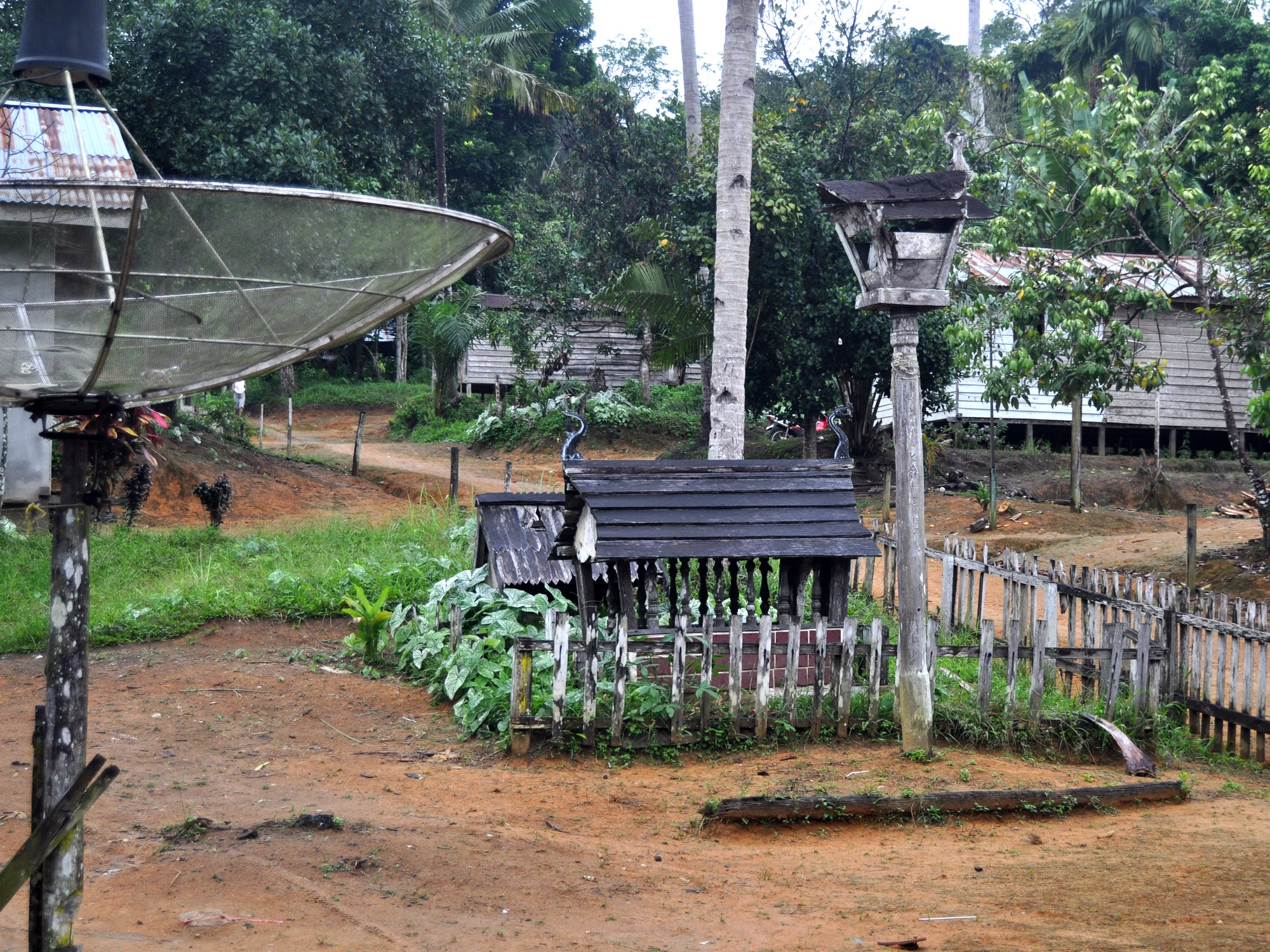
位於西加里曼丹省道房縣裴比辛甘村的一座聖棟，其旁另有兩座墳墓。

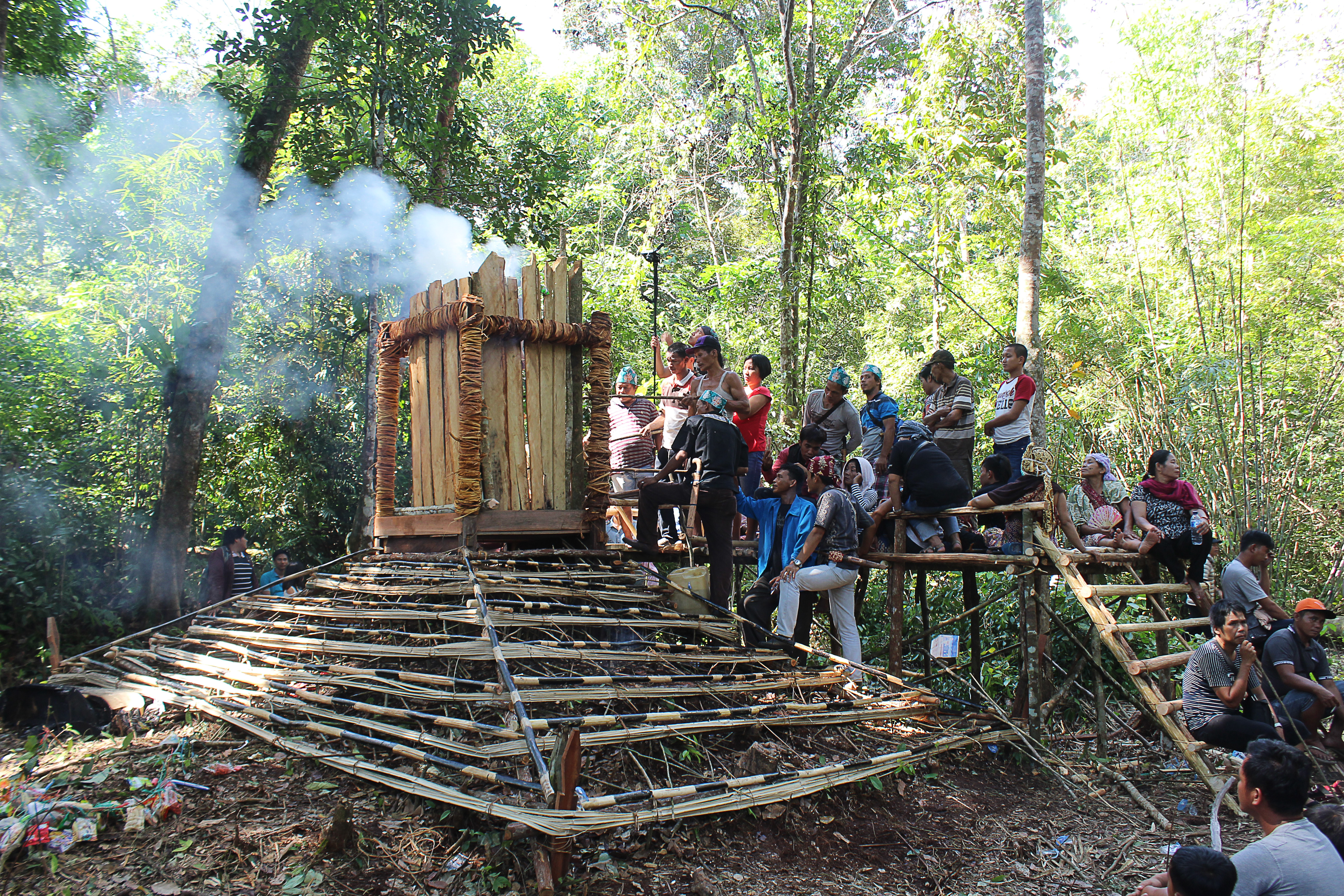
在Paju Epat巴里托達雅族次葬儀式中的高潮（稱Ijambe（焚燒遺骨））。

Kaharingan一字來自古達雅族語haring，意思是“生命”或“活著”。這個信仰用類似生命之樹（參見聖樹）的概念來表達，而這生命之樹長相有點像支長矛，左右各分出三樹枝，有的朝上，有的朝下。聖樹的底部是兩個容器，樹的頂部是隻犀鳥以及太陽。
長矛及樹枝代表上層世界和來世（精神世界），而下層容器則表達為人類塵世生命。靈界和塵世雖然不同，但又緊密連結，不可分割，且相互依存。樹枝有的朝上，有的朝下，代表塵世與來世之間存有永世的平衡。世上生命短暫，人類的生命均為來世而設。
總而言之，生命之樹表達卡哈林干信仰的核心，即人類生活必須維持平衡，人與精神之間，以及人與自然環境之間必須維持和諧。這也是巴厘島印度教的基本概念，稱為幸福三要素。
具有這種卡哈林干信仰的雅朱族所專注的是在超自然的世界，包括祖先的精靈。對他們來說，次葬最為重要，通常在逝者首次埋葬數月，甚至是數年後舉行。在次葬儀式（稱為tiwah）期間，遺骨被掘出，加以清洗，然後置入一個特殊的陵墓（骨庫，稱為聖棟。聖棟有時只存放一人的骨骸，有時則可存放達五十人的。聖棟通常置於柱子之上，但也有置於地上的案例（稱為sandung munduk）。）。人們相信死者的精靈會守護村莊。骨庫通常裝飾精美，展示族人心目中上層世界的景象。通常在骨庫之旁有艘以橡膠製成，顯示逝者勇氣的華麗靈船，這艘船將會把逝者靈魂帶往天堂。
達雅族的卡哈林干信仰最突出之一是他們的在地知識，以及與生俱來保護森林和自然環境的觀念。關於如何對待雨林、什麼可做，什麼可取用，以及什麼是禁忌，均有嚴格的規定和指導。達雅族的在地知識顯示如果違反這些規則，森林和生活在森林中的動物的平衡將受破壞，因此對依靠森林資源為生的社區會直接或間接產生不利的影響。

## 取得印尼政府承認
在婆羅洲（印尼稱為加里曼丹）的眾多達雅族部落中，居住在中加里曼丹省巴里托河（Barito River）上游的部落有雅朱族、盧旺干族、馬安亞族和奧圖·大能族，他們以這條大河之名被合稱為巴里托達雅族。居住在現在帕朗卡拉亞市（中加里曼丹省首府）附近卡哈揚河流域的雅朱族從事農業，種植水稻、丁香、咖啡豆、油棕、胡椒和可可豆，而其他部落仍主要透過刀耕火種的自給農業模式為生。雅朱族比大多數其他達雅族群較易接受外部的技術和文化影響，即使在前荷蘭殖民時期也是如此。荷蘭殖民政府成立後，有德國的禮賢會（後來由瑞士的崇真會接手）傳教士在1835年抵達此地，協助許多當地人皈依基督教。傳教士創辦學校，提高當地人識字率。教育水準提升的結果是激發雅朱族和馬安亞族的“民族覺醒”。
早在第二次世界大戰之前，達雅族就已建立民族主義政黨。在印尼人爭取獨立的戰鬥中，來自加里曼丹地區的達雅族戰士，由信仰卡哈林干的帖吉利克·利武特傘兵少校（雅朱族人）率領。印尼宣布獨立後，雅加達政府決定把信仰伊斯蘭教的馬辰及其以西的大部分達雅族地區規劃成一個省。但遭到達雅族（由雅朱族帶頭）的某種抵抗，他們要求建立另一單獨的省份。由利武特領導的達雅族部隊在獨立戰爭期間成為個有規模的武力，印尼政府為避免衝突擴大，而在1957年根據總統令正式成立中加里曼丹省（由利武特擔任省長，當地達雅族的傳統信仰被命名為Kaharingan（“生命的力量”或“生活方式”）。
印尼共產黨在1960年代被印尼政府宣佈為非法之後，“宗教”這個議題變得異常敏感。當時的國家意識形態把宗教定義為對獨一無二上帝的信仰，而當時只有5種被承認的宗教（伊斯蘭教、新教、天主教、印度教和佛教）。達雅族被歸類為“無神論者”，而無神論與共產主義意識形態高度相關。達雅族因此必須在兩者間做出選擇：自願皈依被承認的宗教，或是受到地方當局的壓力而去皈依。將此情況列入考慮，就可清楚知道為何在1960年代之後，基督教傳教團及其經營的學校和醫院在讓達雅族的皈依獲得甚大的成功。1960年代的基督教與17、18世紀的情況相比，比伊斯蘭教能提供更多的社會改進。隨著時間演進，對當地信仰（aliran kepercayaan）的禁令取消。卡哈林干在1980年被正式承認為宗教，但視為印度教的分支，所以事實上是歸納為印度教。印尼政府在2017年11月正式承認印尼民間信仰，而卡哈林干就是其中之一。
有日漸增多的達雅族會自豪承認是卡哈林干的信仰者，而這種信仰（加上其他傳統泛靈論信仰）的信徒也有小幅，但值得注意的增長。

## 叢林嘉年華

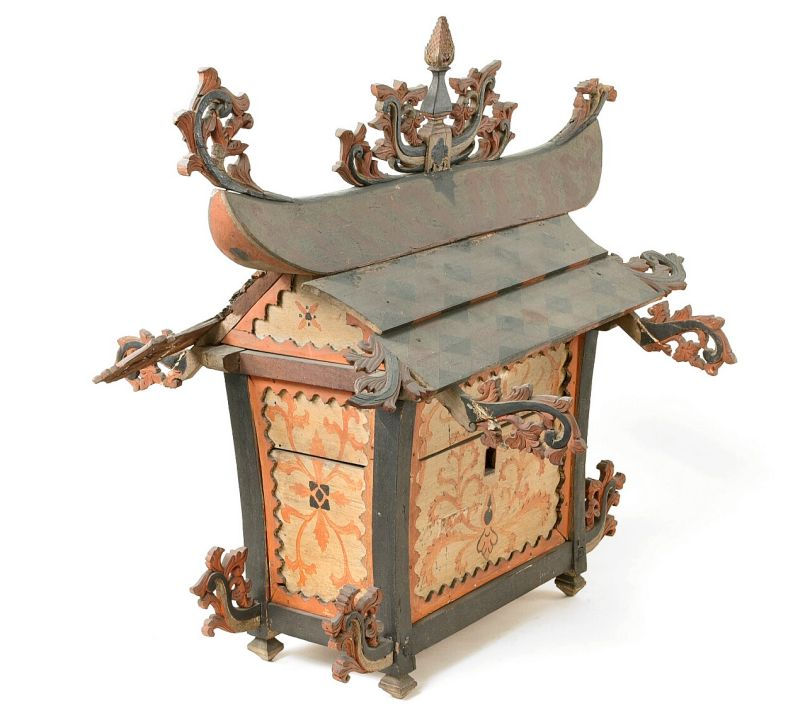
當地傳統聖棟與東南亞和東亞的神社類建物十分相似。

在雅朱族信仰中，他們祖先所存在的超自然世界具有重要地位。他們與其他達雅族群一樣會舉行次葬儀式。這種儀式對逝者的靈魂非常重要，做過後才能讓其抵達天堂的最上界。通過這種儀式，在世者可受保護，免遭邪惡超自然力量的侵害。有人過世，即舉行首次葬禮，在此儀式中，有戴面具的舞者保護死者，免受惡靈的影響。卡哈林干巫師由鼓聲伴奏，吟唱歌曲，送死者靈魂前往天堂。在傳統的靈魂之船旅途中，靈魂由神靈伴隨抵達天堂的第一層，而必須在那兒等待，直到次葬之後才能更上層樓。
在這個重新埋葬儀式（tiwah）中，死者的遺骨被掘出、清理後存放在一個特殊的容器（聖棟）中。這些以手工雕刻的華麗木製容器通常呈現鳥或水蛇的形狀，有時其上也描繪有來世的形象。最近聖棟已改由工廠生產。tiwah是個龐大、複雜，以及為時漫長的事件。花費可達6,000美元到12,000元之間。其中的高成本是因要宰殺大量牲畜，如水牛和豬的緣故。幾個家庭合辦一次tiwah為常見之事，可達到分攤費用的目的。曾有記載在一次儀式中同時讓兩百多個靈魂送往更高一層的天界。Tiwahs通常被視為一個歡聚，露天舉行，有搭帳篷的小攤。有時在一定距離外，與會者會設設攤聚賭。 把Tiwah當作一場叢林中的嘉年華。

## 配合政府規定

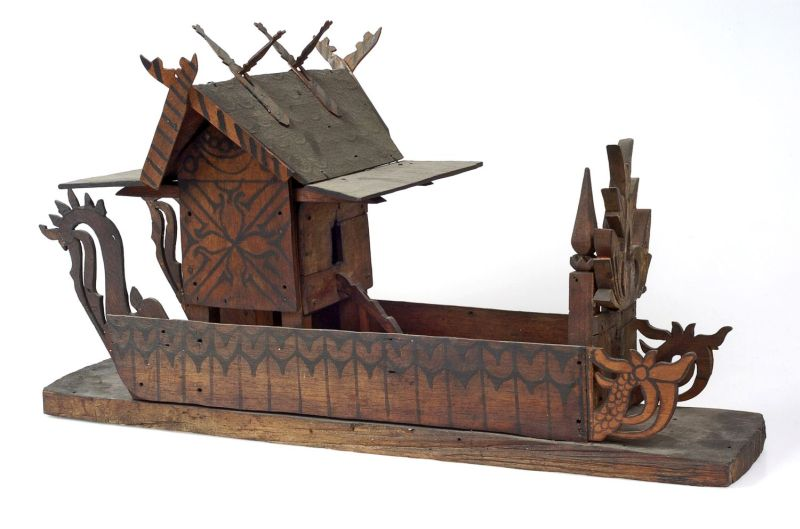
一座卡哈林干小型神社，與日本的神棚形狀類似。

聖棟後來用混凝土建造，以取代早期的木雕容器。反對卡哈林干併入印度教的人士為持續讓這種信仰受到政府的承認，建立一個委員會來監督330,000名信徒的神學和儀式活動。但既有的7名basir upu（知名信仰儀式專家）和300名卡哈林干巫師均未進入委員會。這個委員會決定信仰的各項事務。委員會還在專門建造的公共場所舉辦週會，同時進行佈道和祈禱。委員會還會辦理tiwah時間表的登記和協調（每年有2到10次），並安排取得警方的核准。
自古以來， 伊班族（海上達雅族）就相信鬥雞受到超自然精靈所控制，而將它們轉為人類戰士。鬥雞一事代表的是“人性、精神滿足和宗教修養的無形品質”
被稱為balian的巫師為人治病是卡哈林干信仰儀式中的核心特徵之一。而這些治療，通常是因某種疾病導致患者靈魂喪失，而後才需進行。這種做法的重點是對身體做治療。當人們擾亂到當地的精靈時，就會生病，通常的原因是沒為精靈準備祭品的緣故。balian的目標是透過恍惚的舞蹈，掌握任性的精靈，促其離開，而讓患者恢復健康。

## 外部連結
- Kaharingan entry on adherents.org
- The Development of the Hindu Kaharingan Religion
- Kepercayaan Kaharingan pada suku Dayak (suku terasing) di pedalaman Kalimantan Selatan （页面存档备份，存于）
- The hindu-kaharingan faith of the dayaks and local wisdom to preserve precious rainforests
- Kaharingan （页面存档备份，存于）